# Tulette
Tulette é uma comuna francesa na região administrativa de Auvérnia-Ródano-Alpes, no departamento de Drôme. Estende-se por uma área de 23,53 km². Em 2010 a comuna tinha 2 043 habitantes (densidade: 86,8 hab./km²).